# Damir Borovčak
Damir Borovčak Rođen je 1949. godine u Zagrebu. Po zanimanju je dipl. inženjer strojarstva. Aktivan je domoljubni djelatnik, politički analitičar, organizator, putopisac, publicist i povijesni istraživač. U veljači 1991. vratio se iz Kanade u obranu domovine. Bio je ratni tajnik za iseljeništvo HDZ-a, a potom pomoćnik ministra u Ministarstvu iseljeništva RH (u mandatu ministra dr. Zdravka Sančevića). Za svoj društveni rad dobio je mnoge zahvalnice i priznanja. Prvi predsjednik Republike Hrvatske, dr. Franjo Tuđman, odlikovao ga je s tri državna odličja.
Više od 14 godina vodio je i bio urednik emisije Vjera u sjeni politike na Radio Mariji. Članke, osvrte i komentare na aktualna politička zbivanja i putopisne reportaže objavljuje u raznim tiskanim i internetskim glasilima. Član je Udruge Radio Marija, Hrvatskog književnog društva Sv. Jeronima, Hrvatskog društva katoličkih novinara, Hrvatskog žrtvoslovnog društva, Udruge Macelj 1945., član Zaklade za izgradnju crkve u Zrinu Sisačke biskupije te počasni član i savjetnik Bratovštine Petar Zrinski – časni stol Čakovec. 
Poticatelj je štovanja Sv. Josipa kao zaštitnika Hrvatskog Kraljevstva odlukom Hrvatskog sabora 1687. g.[nedostaje izvor] Zaslužan je za ideju i poticaj za postavljanje reljefa sv. Josipa (sv. Obitelji) na ulaz u Hrvatski sabor 2008. g.[nedostaje izvor] Idejni je začetnik I. spomen pohoda u Gvozdansko, koje je ostvareno u siječnju 2010. g.[nedostaje izvor] Idejni je začetnik proglašavanja 20. lipnja u Hrvatskom saboru Danom sjećanja na žrtve Stjepana Radića, Pavla Radića i Đure Basaričeka ubijenih te Ivana Granđe i Ivana Pernara ranjenih u Skupštini u Beogradu 1928. godine.[nedostaje izvor] Hrvatski sabor prijedlog je prihvatio 2015. godine na zahtjev saborskog zastupnika Branka Hrga, predsjednika HSS-a, koji je prijedlog uputio u saborsku proceduru.

## Nagrade

### Državna odličja
- Spomenica domovinske zahvalnosti
- Red hrvatskog pletera
- Red Danice hrvatske s likom Katarine Zrinske

### Priznanja
- Medalja Hrvata grada New Yorka / kolovoz 1991.
- Zahvalnica za nastup prve hrvatske reprezentacije na zvaničnom Svjetskom prvenstvu u povijesti hrvatskog sporta u Ocean Cityu, SAD / kolovoz 1991.
- Priznanje mladeži HDZ-a grada Toronta / 1991.
- Priznanje prognanika Grada Vukovara / 1991.
- Plaketa Ministarstva obrane RH / travanj 1993.
- Zahvalnica Ministarstva obrane RH / lipanj 1993.
- Zahvalnica Ministarstva obrane RH / srpanj 1993.
- Zahvalnica Ministarstva obrane RH / studeni 1993.
- Zahvalnica Doma zdravlja Klanjec / prosinac 1993.
- Priznanje Gradske organizacije HDZ-a / ožujak 1997.
- Plaketa i zahvalnica Grada Čazme / rujan 1997.
- Plaketa prigodom 10. obljetnice HDZ-a / ožujak 1999.
- Plaketa Karlovačke županije / svibanj 1999.
- Zahvalnica Grada Hrvatska Kostajnica / listopad 2000
- Zahvalnica Grada Hrvatska Kostajnica / lipanj 2003
- Zahvalnica Kluba prijatelja otoka Mljeta u Zagrebu / veljača 2008.
- Zahvalnica Hrvatskog katoličkog društva prosvjetnih djelatnika / lipanj 2008.
- Zahvalnica Pronatalitetni pokret "Jedno dijete više" i lista "Narod" / svibanj 2009.
- Zahvalnica Hrvatskog kulturnog društva "Napredak", Mostar / lipanj 2010.
- Zahvalnica Hrvatskog žrtvoslovnog društva, Zagreb - lipanj 2010.
- Zahvalnica Šibenske biskupije za 10 godina (2000. – 2010.) pomoći Caritasa župe sv. Ante u Kninu / listopad 2010.
- Zahvalnica Udruge pripadnika SG SOD "Damir Tomljanović - Gavran", Zadar / studeni 2010.
- Zahvalnica Društva za obilježavanje grobišta ratnih i poratnih žrtava, Varaždin / ožujak 2011.
- Zahvalnica Udruge Macelj 1945., Zagreb - Đurmanec / lipanj 2011.
- Diploma OO Susreta prijateljstva Drenje, Drenje / lipanj 2012.
- Zahvalnica Društva za obilježavanje grobišta ratnih i poratnih žrtava Varaždin / srpanj 2013.
- Zahvalnica Udruge pripadnika SG SOD "Damir Tomljanović – Gavran" Zadar / kolovoz 2013.
- Povelja Bratovštine Petra Zrinskog – Časni stol Čakovec / travanj 2014.
- Zahvalnica Udruge Macelj 1945., Zagreb / veljača 2015.
- Priznanje Saveza Pitomaca Vojnih škola Njegovog Veličanstva Borisa III., Škole za pričuvne časnike i domoljubnog vojnog korpusa i građanstva, Sofija /4. listopada 2015./, Bugarska

## Djela
- Hello Toronto, ovdje Zagreb: 1991. – 2001. / Damir Borovčak , 2001.
- Republika Hrvatska – neutralna država? / Damir Borovčak , Okrugli stol, dvorac Bežanec, 23. siječnja 2003.g.
- Pogovor / Tomislav Nürnberger: Ognjištar u mRačnoj demoNkraciji, Zagreb 2003.
- Vjera u sjeni politike / Damir Borovčak , 2004.
- O žrtvama je riječ : zbornik radova Trećeg hrvatskog žrtvoslovnog kongresa održanog 18. do 20. lipnja 2004. godine u Zagrebu / urednik Zvonimir Šeparović.
- Urednički osvrt / Valentina Krčmar: Hrvatska mojim očima i srcem, Zagreb 2005.
- Vjera u sjeni politike – 2. knjiga / Damir Borovčak, 2006. g.
- O žrtvama u ratu i u miru : zbornik radova Četvrtog hrvatskog žrtvoslovnog kongresa održanog 15. i 16. lipnja u Zagrebu, završenog 17. lipnja 2007. u Škabrnji / urednik Zvonimir Šeparović.
- Hrvatska stvarnost nije znanstvena fantastika / Damir Borovčak, 2007.
- Uzroci i posljedice hrvatske kvazidemokracije / Damir Borovčak, 2007.
- Voliš li Hrvatsku?: neka putopisna i nacionalna pitanja / Damir Borovčak, 2007.
- Vjera u sjeni politike – 3. knjiga / Damir Borovčak, 2008. g.
- Uzroci, posljedice i kronološki slijed – »Srbi i Hrvati« / Damir Borovčak Savjetovanje - Zagreb, Mimara / studeni 2008.
- Analiza Zloga i njegove vladavine svijetom / Damir Borovčak, 2009.
- Zaustavite demografski pad! / Damir Borovčak, Savjetovanje HPP / svibanj 2009.
- Hrvatski osvrti / Damir Borovčak, 2009. g.
- Prodane duše vladaju Hrvatskom / Damir Borovčak, 2010.
- Vjera u sjeni politike – 4. knjiga / Damir Borovčak, 2010. g.
- Žrtva znak vremena : zbornik radova Petog hrvatskog žrtvoslovnog kongresa održanog 18. i 19. lipnja u Zagrebu, završenog 20. lipnja 2010. u Voćinu / urednik Zvonimir Šeparović.
- Pamćenje i suvremenost : rasprave o sadašnjosti i budućnosti Hrvatske / [urednik Mate Ljubičić, Miroslav Tuđman], Zagreb : UHIP, 2011. (Zagreb : Katma)
- Govor - 20. obljetnica komemoracije na Macelju / Damir Borovčak, Macelj, lipanj 2011.
- Na tragovima crnog zmaja / Damir Borovčak, 2011. g.
- Kome je smetalo Ministarstvo iseljeništva? / Damir Borovčak / 2. Međunarodna kroatološka konferencija, Zagreb: 29. rujna do 1. listopada 2011.
- Gvozdansko – hrvatsko velejunaštvo bez svjetskog uzora / Damir Borovčak, 2012. g.
- Dijagonala zločina: Široki Brijeg – Macelj / simpozij Široki Brijeg, listopad 2012.
- Putevima mučeništva: Široki Brijeg - Macelj / predavanje Križevci, siječanj 2013.
- Otvorenje spomen-sobe Maceljskim žrtvama / govor Macelj, lipanj 2013.
- Župnik Matija Žigrović preteča maceljskih žrtava / predavanje Gornje Jesenje, srpanj 2013.
- Vjera u sjeni politike – 5. knjiga / Damir Borovčak, 2013. g.
- Obilježavanje obljetnica smrti Stjepana Radića / predavanje, Međunarodni znanstveni skup HSS-a - 110 godina postojanja, Križevci, travanj 2014.
- Zrin - 70 godina poslije komunističkog genocida / Damir Borovčak, Sisačka biskupija 2014.g.
- Vjera u sjeni politike – 6. knjiga / Damir Borovčak, VN 2015.g.
- Macelj 1945. - U spomen žrtvama povodom 70. obljetnice komunističkih zločina / Damir Borovčak, Udruga Macelj 1945. 2015.g.

## Vanjske poveznice
- Fotografija:  početkom 1991.:Tada pomoćni biskup zagrebački mons. Jurica Jezerinac i dipl.inž. Damir Borovčak, tajnik za iseljeništvo HDZ-a, Hrvatsko kulturno vijeće